# Kapparot

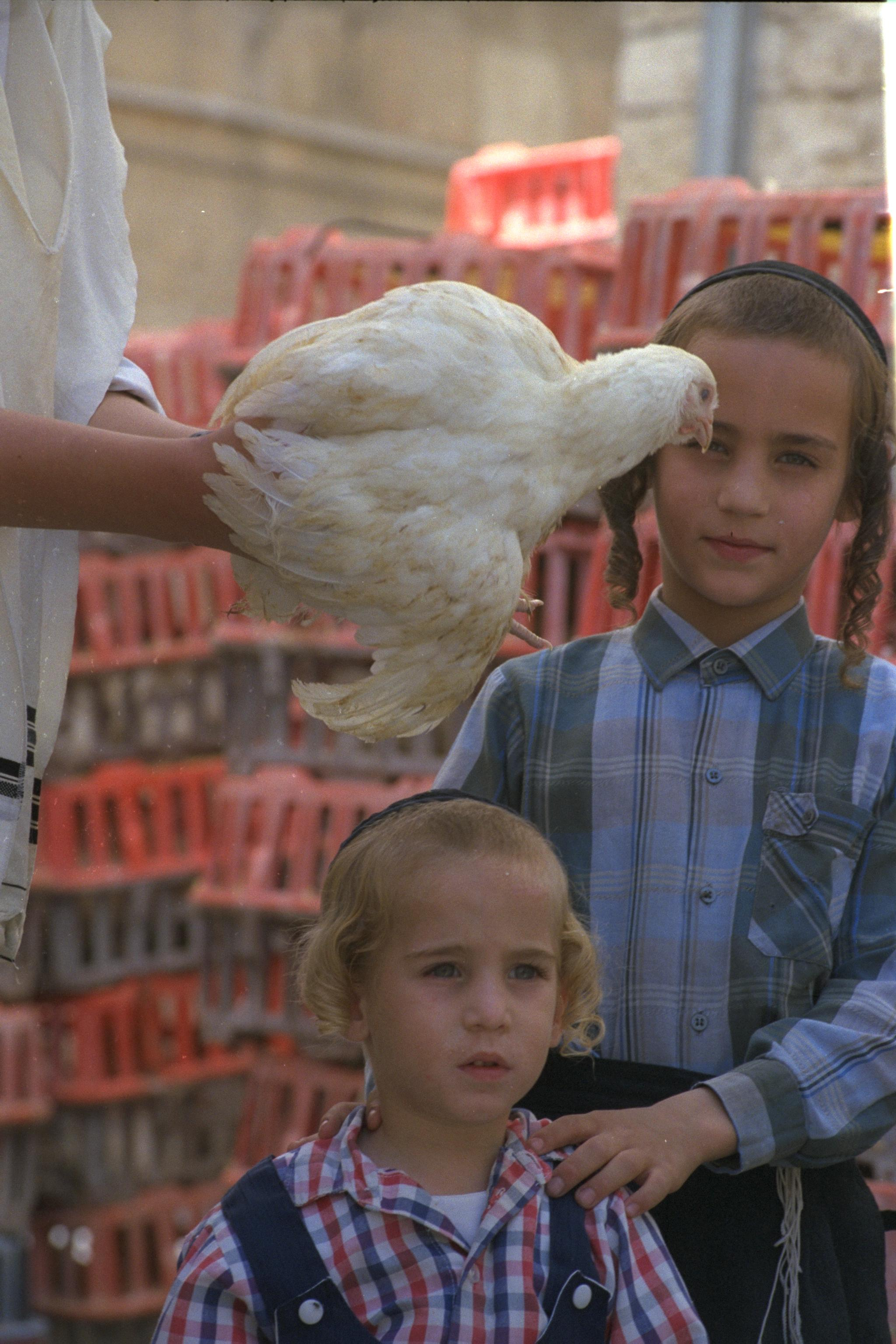
Ritual de kapparot en la víspera del Yom Kipur

Kapparot (en hebreo: כפרות, transliteración asquenazí: Kapporois, Kapores) es un ritual de expiación tradicional practicado por algunos judíos ortodoxos en la víspera del Yom Kipur. Se trata de una práctica en la que o bien se agita dinero sobre la cabeza de una persona y luego se dona a la caridad, o bien se agita un pollo sobre la cabeza y luego se sacrifica de acuerdo con las normas halájicas y se dona a los hambrientos.
PETA ha afirmado que más de dos tercios de todas las aves sacrificadas se tiran a la basura, mientras que los organizadores de las kapparot afirman que se donan los pollos sacrificados para alimentar a los pobres.

## Etimología e historia

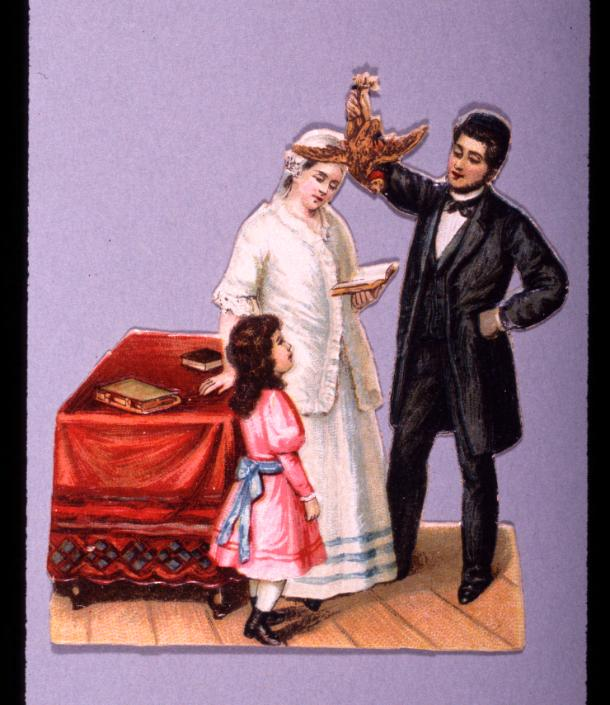
Litografía de las kapparot de finales del o principios del

Kapparah (כפרה), singular de kapparot, significa «expiación» y procede de la raíz semítica כ-פ-ר k-p-r, que significa «cubrir», cuyo significado derivado es el de cubrir o borrar el pecado.
La práctica de las kapparot es mencionada por primera vez por Amram ben Sheshna, de la Academia de Sura de Babilonia, en 670, y más tarde por Natronai ben Hilai, también de la Academia de Sura, en 853. Según Joshua Trachtenberg, el rito se originó probablemente hacia finales del periodo talmúdico. Los eruditos judíos del siglo IX explicaron que, dado que la palabra hebrea גבר significa tanto «hombre» como «gallo», un gallo puede sustituir a un hombre como depositario religioso y espiritual.

## Práctica
En la tarde anterior al Yom Kipur, se prepara un artículo que se donará a los pobres para consumirlo en la comida previa al Yom Kipur, se recitan los dos pasajes bíblicos de Salmos 107:17-20 y Job 33:23-24, y luego se balancea tres veces sobre la cabeza el donativo caritativo preparado mientras se recita tres veces una breve oración.

### Usando un pollo
En una variante de la práctica de las kapparot, donde se dona a la caridad un gallo, gallina o pollo. En este caso, el gallo se balancea por encima de la cabeza mientras aún está vivo. Una vez concluido el ritual de las kapparot, el gallo se trata como un producto avícola kosher normal, es decir, procediendo a su sacrificio según las leyes del shojet. A continuación, se entrega a la caridad para su consumo en la comida previa al Yom Kipur. En tiempos modernos, esta variante del ritual se realiza con un gallo para los hombres y una gallina para las mujeres.
En este caso, la oración recitada se traduce como:

Este es mi intercambio, este es mi sustituto, esta es mi expiación. Este gallo (gallina) irá a su muerte, mientras que yo entraré y procederé a una buena y larga vida y a la paz.

### Usando dinero
En una segunda variante de la práctica de las kapparot, se hace girar una bolsa de dinero alrededor de la cabeza y luego se entrega a la caridad.
En este caso, la oración recitada se traduce como:

Este es mi cambio, este es mi sustituto, esta es mi expiación. Este dinero irá a la caridad, mientras que yo entraré y procederé a una buena y larga vida y a la paz.

## Controversia histórica
Algunos rabinos se opusieron firmemente a las kapparot, entre ellos Najmánides, Shlomo ben Aderet y el rabino sefardí Joseph Caro en el Shulján Aruj. Según la Mishná Berurá, su razonamiento se basaba en la precaución de que es similar a los ritos no judíos.
El rabino asquenazí Moses Isserles no estaba de acuerdo con Caro y alentaba las kapparot. En las comunidades asquenazíes especialmente, la postura del rabino Isserles llegó a ser ampliamente aceptada, ya que los judíos asquenazíes seguirán generalmente los dictámenes halájicos del rabino Isserles cuando las costumbres sefardíes y asquenazíes difieran. Su práctica también fue aprobada por Asher ben Jehiel (c. 1250-1327) y su hijo Jacob ben Asher (1269-1343) y otros comentaristas. El ritual también fue apoyado por cabalistas, como Isaiah Horowitz e Isaac Luria, que recomendaron la selección de un gallo blanco como referencia a Isaías 1:18 y que encontraron otras alusiones místicas en las fórmulas prescritas. En consecuencia, la práctica se generalizó entre los judíos asquenazíes y los jasídicos de Europa oriental. La Mishná Berurá coincide con el rabino Isserles, lo que consolida el apoyo a esta práctica también entre los judíos lituanos. La Mishná Berurá sólo apoya el uso de dinero (es decir, no un pollo) si puede haber problemas con el sacrificio debido a la prisa o la fatiga.
En la obra de finales del siglo XIX Kaf Hachaim, Yaakov Chaim Sofer aprueba la costumbre también para los judíos sefardíes.

## Controversias por crueldad animal
Algunos judíos también se oponen al uso de pollos para las kapparot por motivos de tza'ar ba'alei chayim, el principio que prohíbe la crueldad animal.
En la víspera del Yom Kipur de 2005, varios pollos enjaulados fueron abandonados en medio de un día lluvioso en el desarrollo de las kapparot de Brooklyn, Nueva York; algunos de estos pollos hambrientos y deshidratados fueron rescatados posteriormente por la American Society for the Prevention of Cruelty to Animals. Jacob Kalish, un judío ortodoxo de Williamsburg (Brooklyn), fue acusado de crueldad con los animales por la muerte por ahogamiento de 35 de estos pollos destinados al sacrificio en las kapparot. En respuesta a estos informes sobre el maltrato animal, las organizaciones judías de defensa de los derechos de los animales han comenzado a hacer piquetes en las celebraciones públicas de kapparot con animales, especialmente en Israel.
Los defensores del ritual de las kapparot con animales en Estados Unidos sostienen que la práctica está protegida constitucionalmente como ejercicio de la libertad religiosa en Estados Unidos, lo que se ve respaldado por una decisión del Tribunal Supremo de Estados Unidos de 1993 en el caso de la Iglesia de Lukumi Babalu Aye contra la ciudad de Hialeah. En ese caso, el tribunal defendió el derecho de los seguidores de la santería a practicar sacrificios rituales de animales, y el juez Anthony Kennedy declaró en su sentencia: «Las creencias religiosas no tienen por qué ser aceptables, lógicas, coherentes o comprensibles para los demás para merecer la protección de la Primera Enmienda» (citado por el juez Kennedy de la opinión del juez Warren E. Burger en Thomas v. Review Board of the Indiana Employment Security Division, 450 U.S. 707 (1981)). Sin embargo, la principal preocupación del Tribunal Supremo en su decisión fue que la ciudad de Hialeah se dirigía específicamente a un ritual religioso, restringiendo los derechos religiosos de una comunidad específica, lo que entra en conflicto con la Cláusula de Establecimiento de la Primera Enmienda. 